# 朱莉娅·菲利普斯
朱莉娅·菲利普斯（Julia Phillips，1944年4月7日-2002年1月1日）是一位美国电影制片人兼作家。她生于纽约的一个波兰犹太人家庭，是老千計狀元才、的士司機和第三類接觸的監製。她凭借老千計狀元才成为首位获得奥斯卡最佳影片奖的女性監製。